# South Pacific Free Bird
South Pacific Free Bird株式会社（サウスパシフィックフリーバード）は、東京都新宿区市谷田町二丁目に所在する。世界で2番目に大きなキャパシティーを誇る語学学校に加え、フィジー政府と共同での国立高校の運営をしている。

## 概要
2004年に石川県金沢市で創業。2012年よりフィジー共和国にて自社語学学校としてFree Bird Instituteを展開する。2008年よりフィジー共和国で唯一のTOEICオフィシャル英語学校となっている。世界の語学学校の展示会ICEF参加の語学学校の中では世界で2番目に大きな学校キャパシティーを誇る。
フィジー共和国に関する知識、ノウハウ等に強みがあり、非常に強い繋がりがある。南太平洋証券取引所に株式上場している。

## 沿革
- 2004年 - 石川県金沢市にて設立。2000年より少子化の深刻化するフィジー共和国にて、フィジー政府から公立高校の空き校舎、空き教室を借り受け、英語学校Namaka Public Free Bird Instituteを現地小学校Namaka Public School内に設立。同時にフィジー共和国ナンディ市に留学生サポートオフィスを開設。
- 2005年 - 本社を東京都新宿区に移転。
- 2006年 - ナンディキャンパス第一校舎を建設。ラウトカキャンパスをLautoka Fijian School内に開設。留学生サポートオフィスをナンディ国際空港内に移転。
- 2007年 - 大阪市中央区心斎橋に大阪支社を開設。ナンディキャンパス第二校舎を建設。
- 2008年 - ラウトカキャンパス第二校舎建設。
- 2009年 - TOEICの公式監査を受け、フィジーで唯一のTOEICオフィシャル英語学校に認定。
- 2010年 - Namaka Public Free Bird Instituteを学校法人から株式会社法人Free Bird Institute Limitedに改組。フィジー政府バ行政区より国立高校Ba Provincial Secondary Schoolの運営を託され、フィジー政府と共同で高校運営を開始。
- 2017年 - Free Bird Institute Limitedが南太平洋証券取引所に株式上場。
- 2018年 - 大阪市北区梅田に大阪支社を移転。

## 子会社
- Free Bird Institute Limited（南太平洋証券取引所 証券コードFBL）
- Ba Provincial Free Bird Institute（フィジー政府との契約で国立高校を運営）

## 関連企業
- 商号 : Free Bird Institute Limited
- 本社所在地 : Office 1, First Floor, Lot 13 Commercial Street, Concave Subdivision, Namaka, Nadi, Fiji
- 設立 : 2010年8月12日
- 事業内容 : 英語学校、留学生のサポート、共済保険、両替
- 代表者 : CEO Hiroshi Taniguchi
- 資本金 : 620万フィジードル （2019年1月1日現在 - 南太平洋証券取引所上場）
- 株主（2019年1月1日現在）
  - South Pacific Free Bird株式会社 68.03%
  - FHL Trustees Limited / Fijian Holdings Unit Trust 12.54%
  - IBC 株式会社 3.13%
  - Platinum Insurance Limited 2.54%

## 関連財団
- 商号 : Ba Provincial Free Bird Institute
- 本社所在地 : Saru Back Road, Tavakubu, Lautoka, Fiji
- 設立 : 2010年
- 事業内容 : 国立高校
- 代表者 : 理事長 Hiroshi Taniguchi

## 著名なFree Bird Institute卒業生
- 片渕茜（テレビ東京アナウンサー）
- おのののか（タレント）